# 西奥克兰站
西奥克兰站（英语：West Oakland station）是舊金山灣區捷運位于美国旧金山湾区奥克兰的一个车站。除了橙线外的其他BART线路都停靠本站。本站于1974年启用。
本站南侧有公交站台，可以转乘ACT线路14、29、36、62。